# Epania pusio
Epania pusio là một loài bọ cánh cứng trong họ Cerambycidae.